# Tim Kuhn
Tim Kuhn (* 1980 in München) ist ein deutscher Kameramann.
Nach dem Abitur studierte Tim Kuhn die Geschichte Lateinamerikas. Im Anschluss reiste er für Dokumentarfilme und Filmproduktionen zunächst als Kameraassistent und schließlich auch als Kameramann in zahlreiche Regionen Europas, Asiens, Südamerikas und des Nahen Ostens.
Zwischen 2008 und 2018 studierte Kuhn an der Hochschule für Fernsehen und Film in München. Er wählte den Studiengang "Bildgestaltung und Kinematographie". Die während des Studiums entstandenen Kurzfilme und Werbespots liefen auf zahlreichen Festivals.
Für die Bildgestaltung der Episode "Böhmen am Meer" der ZDF-Serie Breaking Even wurde Kuhn 2021 mit dem Deutschen Kamerapreis ausgezeichnet. Auch 2023 erhielt er den Deutschen Kamerapreis für seine Arbeit bei für "Luden – Könige der Reeperbahn (Folge 4)".

## Filmografie (Auswahl)
- 2015: Der Ausflug, Regie: Bartosz Grudziecki
- 2017–2019: Hindafing, Fernsehserie, 10 Folgen, Regie: Boris Kunz
- 2018: Eichwald, MdB, Fernsehserie, 6 Folgen, Regie: Fabian Möhrke
- 2018: Breaking Even, Regie: Boris Kunz
- 2018: Labaule & Erben (Fernsehsechsteiler)
- 2019: Tackling Life, Regie: Johannes List
- 2020: Das Glaszimmer, Regie: Christian Lerch
- 2021: Polizeiruf 110: Sabine, Regie: Stefan Schaller
- 2023: Luden – Könige der Reeperbahn (Fernsehsechsteiler)
- 2023: Nach der Arbeit
- 2023: Jupiter